# Cyphoderris buckelli
Cyphoderris buckelli is een rechtvleugelig insect uit de familie Prophalangopsidae. De wetenschappelijke naam van deze soort is voor het eerst geldig gepubliceerd in 1934 door Hebard.